# Dance of Death
Dance of Death är det engelska heavy metalbandet Iron Maidens trettonde studioalbum. Det släpptes den 8 september 2003.
Albumet håller sig till temat döden, även om det inte är ett konceptalbum. Låten New Frontier är det första Iron Maiden-spåret som trummisen Nicko McBrain har bidragit till låtskrivandet på genom att skapa basgången och texten.
Albumet nådde andra platsen på brittiska topplistan och förstaplatsen på den svenska.

## Låtlista
1. Wildest Dreams (Smith/Harris) 3:52
2. Rainmaker (Murray/Harris/Dickinson) 3:48
3. No More Lies (Steve Harris) 7:22
4. Montségur (Gers/Harris/Dickinson) 5:50
5. Dance Of Death (Gers/Harris) 8:36
6. Gates Of Tomorrow (Gers/Harris/Dickinson) 5:12
7. New Frontier (McBrain/Dickinson/Smith) 5:04
8. Paschendale (Smith/Harris) 8:28
9. Face in the Sand (Smith/Harris/Dickinson) 6:31
10. Age of Innocence (Murray/Harris) 6:10
11. Journeyman (Smith/Harris/Dickinson) 7:07

## Banduppsättning
- Steve Harris - bas
- Bruce Dickinson - sång
- Janick Gers - gitarr
- Nicko McBrain - trummor
- Dave Murray - gitarr
- Adrian Smith - gitarr

## Dance of Death

### Inspelning
Albumet spelades in från januari till februari 2003 i studion Sarm West i Notting Hill, London. Det producerades av Kevin Shirley med Steve Harris som medproducent, som på föregångaren Brave New World. Precis som på Brave New World spelade Kevin Shirley in bandets live-tagningar i studion, och pusslade sedan ihop valda delar till de färdiga albumversionerna.

### Låtdetaljer
Montségur handlar om belägringen av borgen Montségur i södra Frankrike år 1243-1244, då cirka 200 katarer brändes på bål.  
Janick Gers fick inspirationen till titelspåret Dance of Death från slutscenen i Ingmar Bergmans Det sjunde inseglet, där Döden dansar iväg med rollfigurerna. Texten, som skrevs av Steve Harris, avviker från handlingen i filmen men behöll konceptet om en dans med döden.
New Frontier är det första albumspåret för Iron Maiden där trummisen Nicko McBrain deltagit i låtskrivandet. Han skrev grunderna och baslinjen, och låg bakom textens tema om kloning, med utgångspunkt i hans kristna övertygelse att en konstgjord människa inte kan ha en själ.
Paschendale handlar om slaget om Tredje slaget vid Ypern, en av de sista striderna i första världskriget, där över hundratusentals soldater dog. 
Age of Innocence är enligt textförfattaren Steve Harris en kommentar på "brister i det brittiska rättsväsendet".
Face in the Sand är enligt textförfattaren Bruce Dickinson en kommentar på "den cyniska mediebevakningen" av USA:s invasion av Irak.

### Omslaget
Albumomslaget knyter an till titelspåret och Janick Gers ursprungliga inspiration från Det sjunde inseglet. Omslaget har ingen officiellt krediterad konstnär i skivkonvolutet. Den ende som är krediterad är Monica Roxburgh som gjorde de förekommande maskeradmaskerna. Enligt Roxburgh hade CGI-konstnären David Patchett fått uppdraget att göra albumomslaget. Han skickade en ofärdig grovskiss som föreställde bandmaskoten Eddie i rollen som Liemannen framför några bortvända figurer i kåpor (troligen munkar), men enligt Roxburgh tyckte Iron Maidens manager Rod Smallwood att scenen var för tom och grovskissen skickades vidare till en icke namngiven CGI-konstnär på företaget IM.com som fick i uppdrag att designa de övriga gestalterna som fyller omslaget. Grovskissen skickades tillbaka till Patchett som arbetade vidare med de nya gestalterna. När bandmedlemmarna såg det ofärdiga arbetet tyckte de att bilden redan var tillräckligt häftig för användas som färdigt omslag. Enligt Roxburgh var Patchett missnöjd med det ofärdiga resultatet och ombad att inte få någon officiell kreditering för omslaget.
Maskeradmaskerna är några av de masker som förekommer i Stanley Kubricks sista film Eyes Wide Shut. Bandfotografierna i konvolutet är tagna på den engelska herrgården Luton Hoo där scener från Eyes Wide Shut spelades in.

### Singlar & EP
- Wildest Dreams - Släpptes den 1 september 2003. Nådde sjätte plats på brittiska topplistan och fjärde på den svenska.
- Rainmaker - Släpptes den 24 november 2003.
- No More Lies - Släpptes som EP den 29 mars 2004. Ej distribuerad i Sverige.

## Marknadsföring
Albumet var färdigmixat när Iron Maiden gav sig ut på sin sommarturné 2003, och under turnén premiärspelades Wildest Dreams som smakprov. Eftersom bandets management och skivbolag ville hindra att albumet läckte ut på Internet skickades inga förhandsexemplar ut till media. Istället bjöds journalister in i en särskild buss under sommarturnén där de fick lyssna på det nya albumet.

## Turné
Albumturnén kallades Dance of Death World Tour och pågick mellan oktober 2003 och februari 2004 med totalt 53 konserter.
Sex av albumets elva låtar har framförts live. De låtar som aldrig framförts live är Montségur, Gates Of Tomorrow, New Frontier, Face in the Sand och Age of Innocence.